# Максвилл (тауншип, Миннесота)
Максвилл (англ. Macsville) — тауншип в округе Грант, Миннесота, США. На 2000 год его население составило 128 человек.

## География
По данным Бюро переписи населения США площадь тауншипа составляет 93,7 км², из которых 83,8 км² занимает суша, а 9,9 км² — вода (10,56 %).

## Демография
По данным переписи населения 2000 года здесь находились 128 человек, 52 домохозяйства и 34 семьи. Плотность населения —  1,5 чел./км². На территории тауншипа расположено 59 построек со средней плотностью 0,7 построек на один квадратный километр. Расовый состав населения: 100,00 % белых.
Из 52 домохозяйств в 28,8 % воспитывались дети до 18 лет, в 63,5 % проживали супружеские пары, в 1,9 % проживали незамужние женщины и в 32,7 % домохозяйств проживали несемейные люди. 30,8 % домохозяйств состояли из одного человека, при том 7,7 % из — одиноких пожилых людей старше 65 лет. Средний размер домохозяйства — 2,46, а семьи — 3,11 человека.
24,2 % населения — младше 18 лет, 4,7 % — в возрасте от 18 до 24 лет, 26,6 % — от 25 до 44, 28,1 % — от 45 до 64, и 16,4 % — старше 65 лет. Средний возраст — 41 год. На каждые 100 женщин приходилось 116,9 мужчин. На каждые 100 женщин старше 18 приходилось 115,6 мужчин.
Средний годовой доход домохозяйства составлял 30 833 доллара, а средний годовой доход семьи —  55 938 долларов. Средний доход мужчин — 26 250  долларов, в то время как у женщин — 20 000. Доход на душу населения составил 16 781 доллар. За чертой бедности не находилась ни одна семья и 1,5 % всего населения тауншипа, из которых 13,3 % старше 65 лет.